# Като, Савао
Сава́о Ка́то (яп. 加藤 澤男 Като: Савао, род. 11 октября 1946 года в Сугадайре, преф. Ниигата) — японский гимнаст, восьмикратный олимпийский чемпион, двукратный чемпион мира, самый титулованный гимнаст-мужчина и самый титулованный азиатский спортсмен в истории Олимпийских игр.

## Спортивная биография
Дебютировал на Олимпийских играх в 1968 году в Мехико и сразу завоевал 3 золотые медали — в составе сборной Японии в командном первенстве, в абсолютном первенстве и в вольных упражнениях. Кроме того, Като был третьим в упражнениях на кольцах.
Через 4 года на Олимпиаде в Мюнхене Като вновь выиграл 3 золотые медали — в командном и абсолютном первенствах и в упражнениях на брусьях. 2 серебряные награды Като завоевал в упражнениях на коне и перекладине.
В 1976 году на Олимпиаде в Монреале 29-летний Като третий раз подряд выиграл золото в командном первенстве в составе блестящей японской сборной (японцы выиграли командное мужское олимпийское первенство 5 раз подряд), а также второй раз подряд победил в соревнованиях на брусьях. В личном первенстве Като не удалось выиграть на третьей Олимпиаде подряд, он уступил знаменитому советскому гимнасту Николаю Андрианову.
В 1970 и 1974 годах Като становился чемпионом мира в командном первенстве.
В 2001 году был избран в Международный зал славы спортивной гимнастики.
В настоящее время — профессор Университета Цукубы.
Старший брат Савао Такэси Като (1942—1982) тоже был гимнастом и выступал на Олимпийских играх 1968 года в Мехико, где выиграл золото в командном первенстве, а также бронзу в вольных упражнениях (редкий случай в истории гимнастики на Олимпийских играх, когда в одном индивидуальном виде на пьедестал поднялись 2 родных брата).